# آکیم توکانتینز آرنا
آکیم توکانتینز آرنا یک سالن سرپوشیده ورزشی است که در شهر کویابا، برزیل واقع شده‌است. ظرفیت سالن ۱۱۰۰۰ صندلی است. این ورزشگاه میزبان رویدادهای ورزشی سرپوشیده مانند بسکتبال، کنسرت، فوتسال، هندبال، جودو، تنیس روی میز و والیبال است. این سالن بیشتر برای مسابقات والیبال استفاده می‌شود.